# Dunkirk (2017.)
Dunkirk (eng. Dunkirk) je ratni film iz 2017. godine kojeg je napisao, režirao i producirao Christopher Nolan, a čija se radnja vrti oko evakuacije u Dunkirku tijekom Drugog svjetskog rata. Kao članovi glumačkog ansambla u filmu se pojavljuju Fionn Whitehead, Tom Glynn-Carney, Jack Lowden, Harry Styles, Aneurin Barnard, James D'Arcy, Barry Keoghan, Kenneth Branagh, Cillian Murphy, Mark Rylance i Tom Hardy. Riječ je o britanskoj, američkoj, francuskoj i nizozemskoj filmskoj produkciji koju je u svjetskim kinima distribuirala kompanija Warner Bros.
Film Dunkirk prikazuje evakuaciju iz tri različite perspektive: s kopna, mora i zraka. U filmu ima vrlo malo dijaloga budući je Nolan svu napetost želio stvoriti koristeći isključivo fotografiju i glazbu. Snimanje filma započelo je u svibnju 2016. godine u Dunkirku, a završilo u rujnu iste godine u Los Angelesu kada je započela postprodukcija. Glavni fotograf filma Hoyte van Hoytema film je snimio na 65 milimetarskoj IMAX filmskoj vrpci. Sam film koristi veliki broj efekata, a u njemu su nastupile tisuće statista. Također su korišteni i pravi povijesni brodovi koji su se nalazili u evakuaciji kao i zrakoplovi iz tog vremena.
Film je svoju svjetsku premijeru imao 13. srpnja 2017. godine u kinu Odeon Leicester Square u Londonu, a u Ujedinjenom Kraljevstvu i SAD-u sa svojom službenom kino distribucijom započeo je 21. srpnja u IMAX, 70mm i 35mm filmskim formatima. Radi se o najgledanijem filmu s temom Drugog svjetskog rata u povijesti kinematografije sa sveukupnom zaradom od 525 milijuna dolara. Film Dunkirk dobio je iznimno dobre kritike od kojih su posebno hvaljeni scenarij, režija, glazba i fotografija; određeni su ga kritičari prozvali najboljim Nolanovim filmom te jednim od najboljih ratnih filmova ikad snimljenih. Udruženje kritičara dalo mu je nagradu za najbolju montažu, a sam film dobio je osam nominacija za prestižnu britansku nagradu BAFTA, tri nominacije za Zlatni globus i osam nominacija za prestižnu nagradu Oscar uključujući one u kategorijama najboljeg filma i najboljeg redatelja (potonja je Nolanu ujedno i prva nominacija u toj kategoriji u karijeri).

## Radnja
Godine 1940., tijekom pada Francuske, stotine tisuća vojnika savezničkih snaga povuklo se u Dunkirk. Tommy, mladi britanski vojnik jedini je preživjeli nakon napada njemačkih vojnika iz zasjede. Došavši na obalu, on pronalazi tisuće vojnika koji čekaju evakuaciju te upoznaje Gibsona koji upravo pokapa mrtvo tijelo. Nakon njemačkog bombaškog napada iz zraka, njih dvojica pronalaze ozlijeđenog čovjeka. S nosilima se zapute prema bolničkom brodu u nadi da će se na njega uspjeti ukrcati i pobjeći, ali im ulaz na isti nije dopušten. Uskoro brod biva potopljen zbog još jednog bombaškog napada iz zraka; Tommy spašava Alexa, drugog vojnika. Njih trojica nađu se na brodu koji također biva potopljen nakon napada torpedom. Gibson spašava Tommyja i Alexa te sva trojica uz pomoć čamca ponovno dođu do obale.
Kraljevska mornarica regrutira civilna plovila koja se mogu približiti obali. U Weymouthu, gospodin Dawson i njegov sin Peter odlučuju sami krenuti njihovim brodom naziva Moonstone umjesto da ga prepuste mornarici. Impulzivno im se pridružuje i Peterov prijatelj, tinejdžer George. Uskoro njih trojica na moru spašavaju vojnika koji se nalazi na uništenom brodu koji još uvijek pluta na površini. Kada shvati da Dawson plovi za Dunkirk, rastreseni vojnik ga započne nagovarati da se vrate natrag te silom pokuša preuzeti kontrolu nad brodom; u borbi koja nastupa, George pada i zadobije tešku ozljedu glave zbog koje oslijepi.
Tri borbena zrakoplova Spitfire zapute se prema Francuskoj. Nakon što njihov vođa bude oboren, pilot Farrier preuzima zapovjedništvo. Spašavaju minolovac kojeg bombardira njemački zrakoplov, ali drugi Spitfire biva pogođen i prisiljen je sletjeti u more. Njegovog pilota, Collinsa, spašava brod Moonstone.
U međuvremenu se Tommy, Alex i Gibson pridružuju grupi škotskih vojnika te skrivaju unutar broda koji služi za ribolov čekajući dolazak plime. Uskoro se na brod vraća njegov vlasnik, Nizozemac. Njemačke snage započnu pucati po brodu na taj način vježbajući gađanje u metu; kada plima naiđe, voda započne ulaziti kroz rupe od metaka. Alex, u namjeri da olakša teret broda, optužuje Gibsona (koji cijelo vrijeme šuti) da je njemački špijun i zahtijeva od njega da napusti brod. Gibson otkriva da je Francuz te da je preuzeo identitet vojnika kojeg je pokopao na obali, nadajući se da će biti evakuiran skupa s ostalim britanskim vojnicima. Alex, Tommy i škotski vojnici uskoro su prisiljeni napustiti brod kada ovaj započne tonuti. Gibson ne uspijeva i pogiba. Alex i Tommy plivaju prema obližnjem razaraču, ali njega potapa novi bombaški napad. U tim trenucima nailazi brod Moonstone i kupi vojnike koji se nalaze u vodi, uključujući Alexa i Tommyja. Peter shvaća da je George mrtav; kada ga šokirani vojnik kojeg su ranije tog dana pokupili s olupine broda upita kako je George, Peter mu laže i kaže mu da će sve biti u redu. Za to vrijeme Farrier obara još jedan njemački borbeni zrakoplov koji se ruši i potpaljuje naftu koja je iscurila iz razarača koji tone. Peter otkriva Collinsu da je njegov stariji brat bio pilot zrakoplova Hawker Hurricane te da je poginuo netom nakon što je rat započeo.
Farrier konačno stiže u Dunkirk, praktički bez goriva. Leteći iznad obale, on obara još jedan njemački zrakoplov, a trupe na kopnu ga u taj znak pozdravljaju. On uskoro započne spuštati kotače i slijeće sa svojim zrakoplovom iza savezničke periferije. Zapali avion te ga uskoro kao zarobljenika uzimaju njemački vojnici.
Na obali zapovjednik kraljevske mornarice Bolton nadzire odlazak posljednjih britanskih vojnika. Potvrđuje da ih je evakuirano tristo tisuća, deset puta više od onoga čemu se nadao britanski premijer Winston Churchill. On ostaje kako bi nadgledao evakuaciju francuskih trupa. Alex i Tommy prelaze Engleski kanal i ukrcavaju se na vlak za Weymouth. Dawsonu čestitaju zbog toga što je spasio veliki broj ljudi. Rastreseni vojnik ugleda kako odnose Georgeovo tijelo. Peter posjećuje lokalne novine s fotografijom Georgea; u članku objavljenom na naslovnici Georgea se slavi kao junaka. Alex očekuje da će javnost na njihovu evakuaciju reagirati s prezirom, ali oni ih dočekuju kao heroje. Tommy na glas čita Churchillovo obraćanje naciji iz novina.

## Vanjske poveznice
- Dunkirk u internetskoj bazi filmova IMDb-a